# نانسو آنوزی
نانسو آنوزی (به انگلیسی: Nonso Anozie) (زاده ۲۸ مهٔ ۱۹۷۹) بازیگر انگلیسی است.
از فیلم‌ها و مجموعه‌های تلویزیونی معروف او می‌توان به بازی در سیندرلا، جک رایان، بازی تاج و تخت، دندان شیرین، باغ وحش و پادشاه توت اشاره کرد.